# Nowe Sadłuki (Frombork)
Nowe Sadłuki (deutsch Neu Sadlucken) ist ein Ort in der polnischen Woiwodschaft Ermland-Masuren. Er gehört zur Stadt-und-Land-Gemeinde Frombork (Frauenburg) im Powiat Braniewski (Kreis Braunsberg).

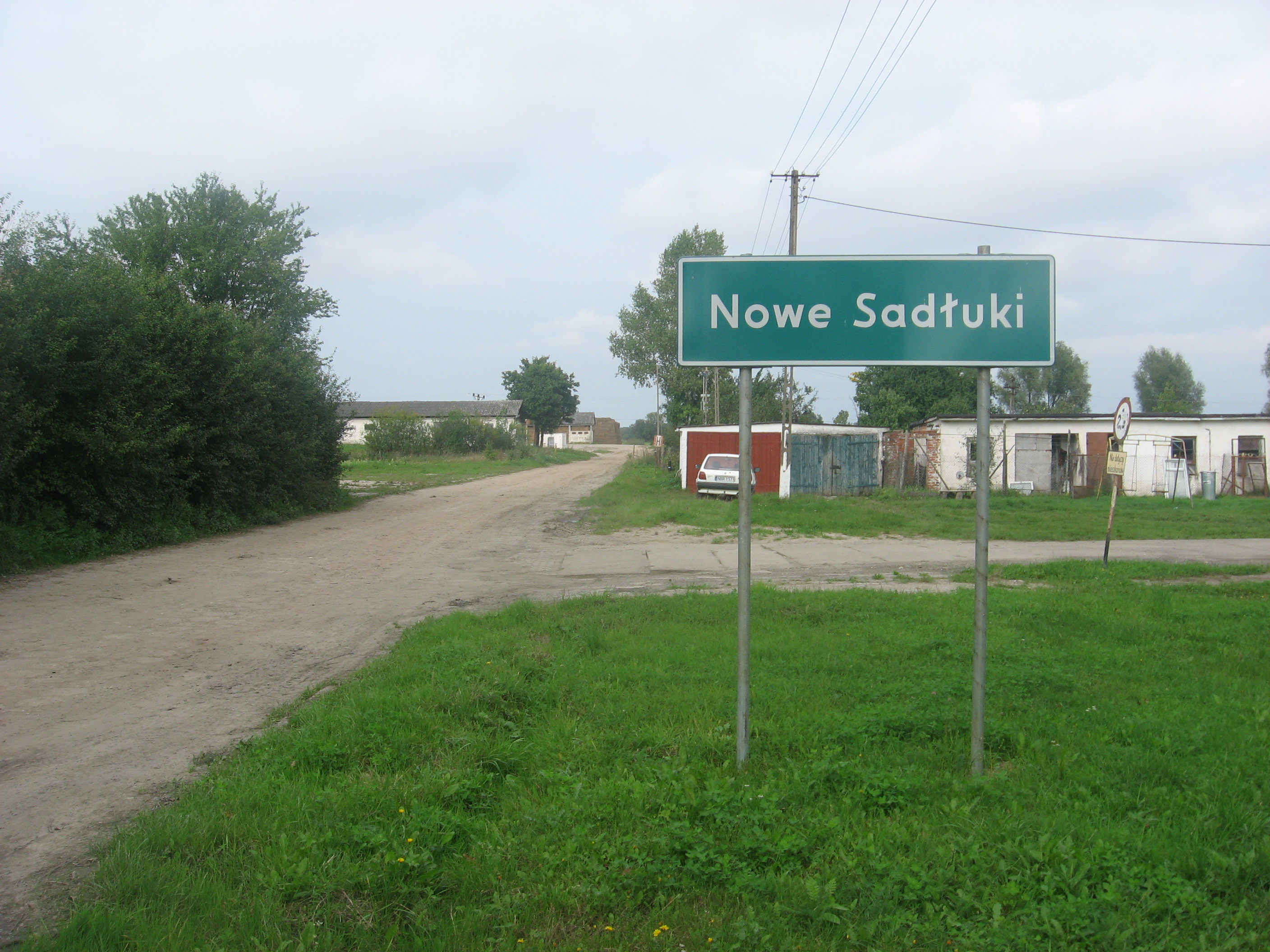
Ortseinfahrt Nowe Sadłuki

## Geographische Lage
Npwe Sadłuki liegt im Nordwesten der Woiwodschaft Ermland-Masuren, 15 Kilometer südöstlich der Kreisstadt Braniewo (Braunsberg).

## Geschichte
Das kleine Gutsdorf Zadlucken – später mit Zusatzbezeichnung: Neu Zadlucken, um 1785 dann Neu Sadlucken – kam 1874 als eigenständiger Gutsbezirk zum neu errichteten Amtsbezirk Rautenberg (polnisch Wielkie Wierzno) im ostpreußischen Kreis Braunsberg, Regierungsbezirk Königsberg. Im Jahre 1910 zählte Neu Sadlucken 43 Einwohner.
Am 30. September 1928 verlor Neu Sadlucken seine Eigenständigkeit und wurde nach Groß Rautenberg eingemeindet.
In Kriegsfolge wurde 1945 das gesamte südliche Ostpreußen an Polen abgetreten. Neu Sadlucken erhielt in diesem Zusammenhang die polnische Namensform „Nowe Sadłuki“ und ist heute eine Ortschaft im Verbund der Gmina Frombork (Stadt-und-Land-Gemeinde Frauenburg) im Powiat Braniewski (Kreis Braunsberg), von 1975 bis 1998 der Woiwodschaft Elbląg, seither der Woiwodschaft Ermland-Masuren zugehörig.

## Religion
Nowe Sadłuki gehört heute wie bereits Neu Sadlucken vor 1945 zur römisch-katholischen Pfarrei Wielkie Wierzno (Groß Rautenberg), jetzt im Dekanat Braniewo im Erzbistum Ermland. 
Bis 1945 war Neu Sadlucken evangelischerseits in die Kirche Frauenburg in der Kirchenprovinz Ostpreußen der Kirche der Altpreußischen Union eingegliedert. Nowe Sadłuki ist jetzt der Evangelisch-Augsburgischen Kirche in Polen zugeordnet.

## Verkehr
Nowe Sadłuki liegt unmittelbar an der polnischen Schnellstraße S 22 (Trasse der früheren deutschen „Berlinka“), die jedoch erst ab der Einfahrt Braniewo Południe befahren werden kann. Durch das Dorf verläuft eine Nebenstraße, die die Woiwodschaftsstraße 505 bei Baranówka (Schafsberg) mit der Woiwodschaftsstraße 506 bei Chruściel (Tiedmannsdorf) verbindet.